# Халле — Бёйзинген
Халле — Бёйзинген (нидерл. Halle-Buizingen) — шоссейная однодневная велогонка, проходившая по территории Бельгии с 2010 по 2012 год.

## История
Гонка была создана в 2010 году. Её дебютное издание прошло в рамках национального календаря. В 2011 году вошла в Женский мировой шоссейный календарь UCI и календарь женского Кубка Бельгии.
Маршрут гонки проходил в провинции Фламандский Брабант между Халле и Бёйзингеном. В конце дистанции располагались финишные круги, включающие подъёмы. Общая протяжённость дистанции составляла от 120 км.

## Призёры
| Год  | Победитель   | Второй         | Третий          |
| ---- | ------------ | -------------- | --------------- |
| 2010 | Дженифер Хол | Дезире Эрлер   | Санне Бамелис   |
| 2011 | Мартине Брас | Лисбет Де Вохт | Людивин Генрион |
| 2012 | Хлоя Хоскинг | Эмма Юханссон  | Лисбет Де Вохт  |